# Barton St David
Barton St David is een civil parish in het bestuurlijke gebied South Somerset, in het Engelse graafschap Somerset met 561 inwoners.

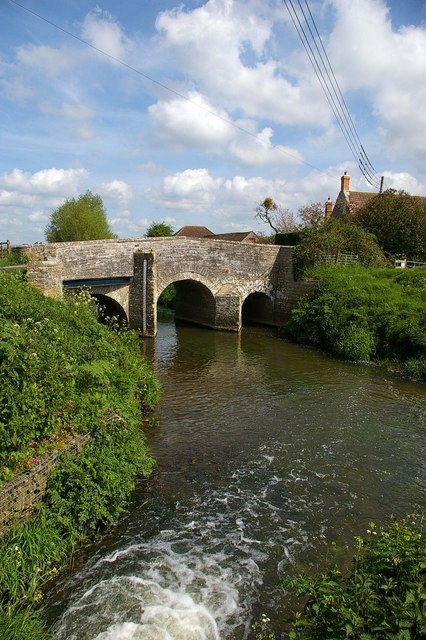
Tootal Bridge
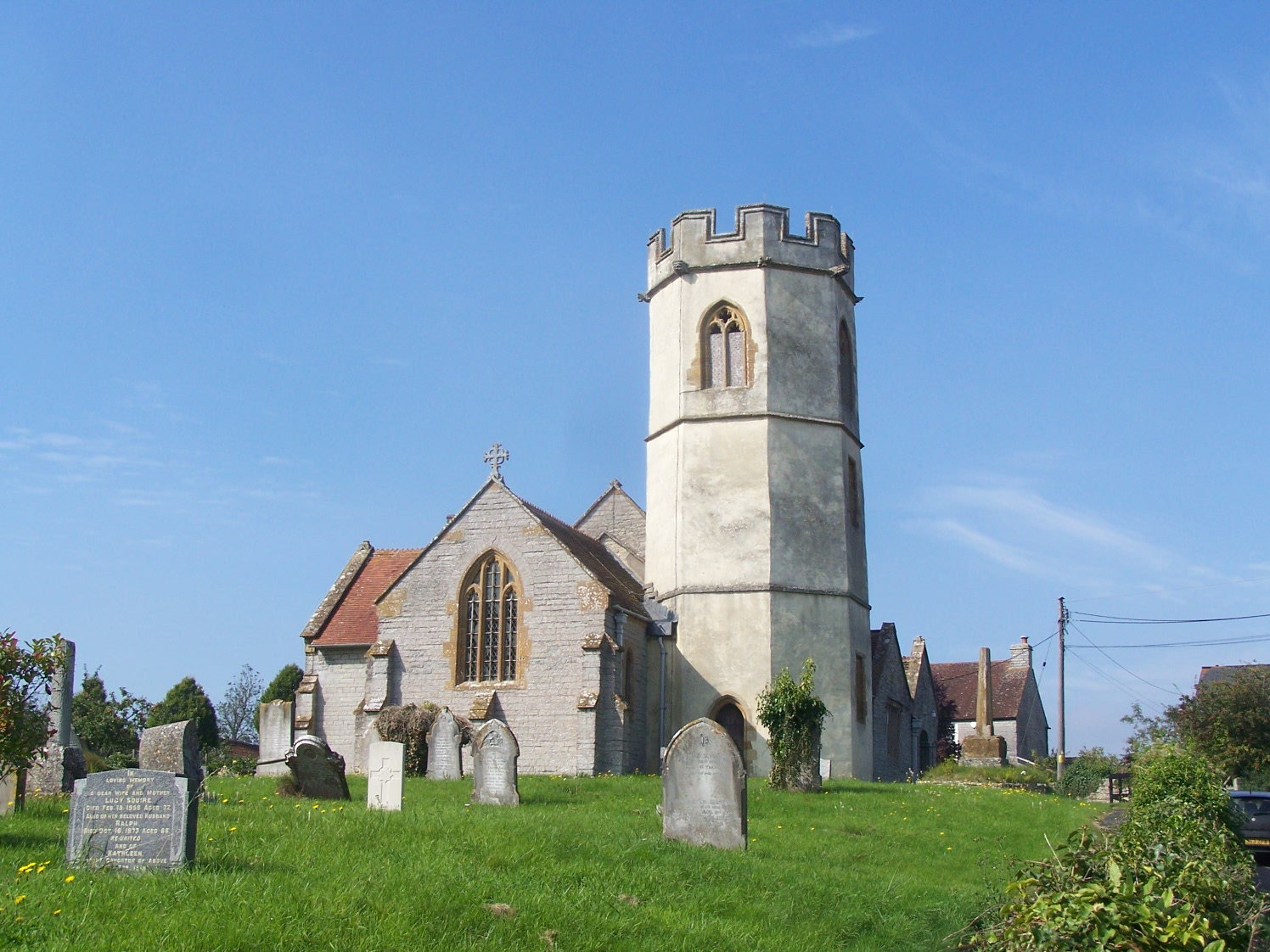
Kerk St. David